# 강호이
강호이(본명: 박강훈, 1992년 7월14일~)는 대한민국의 온라인콘텐츠창작자이다.

## 학력
- 부산낙동중학교 (졸업)
- 부산강서고등학교 (졸업)
- 예원예술대학교 (중퇴)

1. ↑  친어머니는 아니다. 하지만 친어머니,친아들 사이처럼 모자지간이 좋다.